# Magic Tour: Live in Budapest
Queen Live in Budapest es un VHS de la grabación de un concierto en el Népstadion (hoy estadio Ferenc Puskás) en la ciudad de Budapest, Hungría, realizado por la banda de Rock británica Queen el 27 de julio de 1986 durante el Magic Tour. El video se lanzó en VHS el 16 de febrero de 1987.
En el año 2012 el video se remasteriza en alta definición y el sonido se mejora a Sonido envolvente 5.1. Una vez finalizadas estas mejoras se renombra como Hungarian Rhapsody: Live in Budapest '86 y fue exhibido el 20 de septiembre de 2012 en las salas de cine de todo el mundo. El 5 de noviembre de ese mismo año se editó la edición en DVD y Blu-ray en el Reino Unido y en los EE. UU. se lanzó al día siguiente.

## Lista de canciones
1. One Vision
2. Tie Your Mother Down
3. In the Lap of the Gods... Revisited
4. Seven Seas of Rhye
5. Liar
6. Tear It Up
7. A Kind of Magic
8. Under Pressure
9. Another One Bites the Dust (no incluido en video)
10. Who Wants to Live Forever
11. I Want to Break Free
12. Looks Like It's Gonna Be A Good Night (no incluido en video)
13. Guitar Solo
14. Now I'm Here
15. Love of My Life
16. Tavaszi Szél Vizet Áraszt (antigua canción infantil de Folk húngaro muy arraigada en la cultura popular de este país)
17. Is This The World We Created...?
18. Baby I Don't Care (no incluida en video)
19. Hello Mary Lou (no incluida en video)
20. Tutti Frutti
21. Bohemian Rhapsody
22. Hammer to Fall
23. Crazy Little Thing Called Love
24. Radio Ga Ga
25. We Will Rock You
26. Friends Will Be Friends
27. We Are the Champions
28. God Save the Queen

## Nota
No existía vídeo de las canciones "Another One Bites The Dust", "Looks Like It's Gonna Be A Good Night", "(You're So Square) Baby I Don't Care" y "Hello Mary Lou". También hay partes de canciones como "Tutti Frutti", "Love Of My Life", parte del solo de guitarra de Brian y parte la clásica improvisación vocal en la cual Mercury interactúa con el público, que fueron cortadas, al igual que algunas ocasiones donde Freddie o la banda habla. El video de estas partes fue cortado porque el concierto entero no cabía en VHS. Tiempo después salió a la luz una versión del concierto de 16 cámaras que incluye todas las canciones (incluidas las antes mencionadas que se daban por perdidas), que si bien el audio no es el mejor, es una buena calidad y se puede apreciar el concierto en su totalidad sin cortes.
- Datos: Q558808